# (130078) Taschner
(130078) Taschner est un astéroïde de la ceinture principale.

## Description
(130078) Taschner est un astéroïde de la ceinture principale. Il fut découvert le 26 novembre 1999 à Linz par Erich Meyer. Il présente une orbite caractérisée par un demi-grand axe de 2,52 UA, une excentricité de 0,19 et une inclinaison de 9,4° par rapport à l'écliptique.

## Compléments